# Geozeta
Geozeta – magazyn geograficzno-podróżniczy, który ukazywał się w latach 1997–2002. Magazyn wydawany był przez studentów Wydziału Geografii i Studiów Regionalnych Uniwersytetu Warszawskiego jako oficjalne czasopismo Koła Naukowego Studentów Geografii. W magazynie zamieszczane były reportaże podróżnicze bogato ilustrowane zdjęciami i mapami.
Od 2001 roku funkcjonuje internetowa wersja magazynu. Po zaprzestaniu wydawania Geozety w formie papierowej, w wydaniu internetowym publikowane są kolejne reportaże. Obecnie internetowa Geozeta funkcjonuje jako niekomercyjny serwis geograficzno-podróżniczy, a nie jako e-gazeta.